# 富岡機廠
富岡機廠，原名臺北機廠（簡稱北廠），是台鐵主要的車輛維修與改裝基地，與潮州機廠（原高雄機廠）、花蓮機廠並列為台鐵三大機廠。現設於臺鐵富岡車輛基地，於2012年搬遷，2022年6月28日正式更名，全名為「交通部臺灣鐵路管理局富岡機廠」。2024年臺灣鐵路局邁向公司化，目前更名為「臺鐵公司富岡機廠」。

## 沿革
富岡機廠源於日治時代於1935年落成的「臺北鐵道工場」，戰後更名為「臺北機廠」，成為臺灣鐵路管理局機務處下轄單位。廠區原位於臺北市信義區（國定古蹟臺北機廠），2013年1月遷至位於桃園市楊梅區的富岡車輛基地；臺北舊址則在關心鐵道文化保存的人士奔走下全區保留，並於2015年3月公告為國定古蹟，未來將成為國家鐵道博物館所在地。
由於臺北機廠遷址富岡後，為傳承機廠歷史脈絡，台鐵局並未更名，在行政院長蘇貞昌的指示下，臺北機廠在2022年6月28日更名為「富岡機廠」。